# Bryce Jones
Bryce Tyler Jones Jr. (Brooklyn, Nueva York, 12 de octubre de 1994) es un jugador de baloncesto estadounidense que juega en el KK Igokea de la ABA Liga. Con 1.83 metros de estatura, juega en la posición de base.

## Trayectoria deportiva
Es un base formado en Boys & Girls High School de su ciudad natal, antes de ingresar en 2013 en el Jones County Junior College situado en (Ellisville, Misisipi), donde jugaría durante dos temporadas. En 2015, ingresa en la Universidad Estatal de Murray, situada en Murray, Kentucky, donde jugaría durante dos temporadas en la NCAA con los Murray State Racers, desde 2015 a 2017.
Tras no ser drafteado en 2017, en la temporada 2018-19 llega a Europa para disfrutar de su primera experiencia como profesional en el KK Ulcinj de la Erste Liga, la máxima categoría del baloncesto montenegrino.
El 3 de agosto de 2019, Jones firmó un contrato de un año con Borac Čačak de la Košarkaška Liga Srbije. El 24 de julio de 2020, firmó una extensión de contrato por un año con Borac Čačak.
El 15 de junio de 2021, Jones firmó un contrato con FMP de la Košarkaška Liga Srbije, finalizando en mayo de 2022.
El 27 de junio de 2022, firmó con CSP Limoges de la LNB Pro A.
El 28 de julio de 2023, se anuncia su fichaje por el U-BT Cluj-Napoca de la Liga Națională hasta el final de la misma temporada.
El 1 de octubre de 2024 fichó por el KK Igokea de la ABA Liga. Acabó la temporada siendo incluido en el Quinteto Ideal de la ABA Liga.